# Randomizált kontrollált vizsgálat
A randomizált kontrollált vizsgálat (randomized controlled trial, RCT) egyfajta tudományos (gyakran orvosi) kísérlet, amelynek célja a torzítás bizonyos forrásainak csökkentése az új kezelések hatékonyságának tesztelésekor; ezt úgy érik el, hogy az alanyokat véletlenszerűen osztják el két vagy több csoportra, eltérően kezelik őket, majd összehasonlítják őket a mért válasz alapján. Az egyik csoportot éri a beavatkozás (a kísérleti csoport), míg a másik (általában kontrollcsoportnak nevezett) csoportot nem, vagy placebo beavatkozás éri. A kezelés hatékonyságát a kontrollhoz képest értékelik.
A vizsgálat lehet vak, amelyben a résztvevőket befolyásoló információkat (melyik páciens melyik csoportba tartozik) a kísérlet befejezéséig nem közlik. Vakok lehetnek a kísérlet bármely résztvevői, beleértve az alanyokat, a kutatókat, a technikusokat, az adatelemzőket és az értékelőket. Egy jól megtervezett, vak vizsgálat csökkentheti vagy kiküszöböli a kísérleti elfogultság néhány forrását. Az alanyok csoportokba történő besorolása során alkalmazott véletlenszerűség csökkenti a hiba valószínűségét, kiegyensúlyozva mind az ismert, mind az ismeretlen prognosztikai tényezőket a kezelések kiosztásakor. A jól vakított RCT-t gyakran tekintik a klinikai vizsgálatok aranyszabályának. A vak RCT-ket általában az orvosi beavatkozások hatékonyságának tesztelésére használják, és emellett információkat szolgáltathatnak a káros hatásokról, például a gyógyszerreakciókról.
Az „RCT” és a „randomizált vizsgálat” kifejezéseket néha szinonimákként használják, de ez utóbbi kifejezés nem említi a kontrollokat, ezért ez leírhat olyan vizsgálatokat, amelyek több kezelési csoportot kontrollcsoport nélkül hasonlítanak össze. Nem minden randomizált klinikai vizsgálat randomizált kontrollált vizsgálat (és közülük néhány soha nem is lehetne, például azokban az esetekben, amikor a kontroll használata nem lenne praktikus vagy etikus). A randomizált kontrollált klinikai vizsgálat kifejezés a klinikai kutatásban használt alternatív kifejezés, azonban az RCT-k más kutatási területeken is alkalmazandók, beleértve a társadalomtudományokat is.